# Drepanosticta marsyas
Drepanosticta marsyas är en trollsländeart som beskrevs av Maurits Anne Lieftinck 1965. Drepanosticta marsyas ingår i släktet Drepanosticta och familjen Platystictidae. Inga underarter finns listade i Catalogue of Life.